# Олга Комненовић
Олга Коменовић (Дубровник, 18. фебруар 1880 — Игало, 1971) била је хуманитарна радница и задужбинарка, прва и једина председница Кола српских сестара у Херцег Новом. Била је супруга истакнутог српског политичара Мирка Комненовића. Брачни пар Комненовић завештао је своју кућу граду Херцег Новом и у њој се данас налази Завичајни музеј.

## Биографија
Олга Комненовић рођена је као Олга Мариновић у Дубровнику 1880. године. Потиче из угледне и имућне дубровачке породице Симе и Милке Мариновић. Осим Олге, брачни пар Мариновић имао је и сина Душана. У родном граду завршила је Препарандију (Учитељски школу). Од најраније младости активно је учествовала у културним дешавањима у граду, организујући разне манифестације, између осталих и прославе Савиндана. Говорила је француски и италијански језик.
Удала се рано, 1898. године, још пре завршетка школе. Њен супруг бо је Мирко Комненовић, истакнутои српскои политичар који је радио на привредном и националном препороду и уједињењу Срба и свих јужних Словена. Велике напоре улагао је и у препород пољопривреде херцегновског краја. Непосредно после удаје Олга је једно време са супругом живела у Кумбору, где је он тада имао радионицу за производњу сода воде.
Због напредних политичких идеја и активности Мирко Комненић је 1914. године, с почетком Првог светског рата, ухапшен и затворен у логор на острву Мамула. Касније је, због нарушеног здравља, проузрокованог лошим условима у затвору, интерниран у Дубровник, а затим у Трст. Олга одлази за супругом у Трст, а затим га прати у Рим и одатле у Русију. У Русији је Мирко, у име Краљевине Србије, био владин делегат и радио је и на регрутоваљу добровољаца за српску војску.
После рата Мирко Комненовић се посветио политичким активностима. Био је начелник Херцегновске општине и једно време министар у Влади Краљевине Југославије. Олга се посветила хуманитарном и националаном раду. У почетку је деловала самостално, а од 1923. кроз рад Кола српских сестара. О њеном приватном животу остало је веома мало података. Познато је да је волела да путује, па је продавала делове намештаја које је донела са собом као мираз и лети одлазила у планинске крајеве, како би избегла летњу врућину.
Олгин саупруг Мирко Комненовић умро је непосредно пред почетак Другог светског рата, 28. марта 1941. године. Пред смрт је кућу и врт, у Олгино и своје име, оставио као задужбину граду Херцег Новом. Кућа је 1949. године постала Музеј града Херцег Новог, али је Олга наставила у њој да живи. О њој се бринула породица службеника Музеја, који је такође, са породицом, од 1950. живео у истој кући. Годинама је, током зимских месеци Олга боравила у хотелу Бока, а трошкове је сносила Општина Херцег Нови. Последње дане живота провела је у Институт Др Симо Милошевић у Игалу, где је и умрла, 1971. године. Сахрањена је у породичној гробници Комненовића, на гробљу поред цркве Светог Спаса у херцегновском насељу Топла.

## Активности у Колу српских сестара
Олга Комненовић била је прва и једина председница Кола српских сестара у Херцег Новом. На челу Кола била је пуних 18 година, од оснивања 1923. године, до забране рада организације 1941. године, с почетком рата. Успешно је водила активности Кола и давала пример осталим угледним женама Херцег Новог. Оне су, уз помоћ добростојећих мужева и породичног угледа, успевале да окупе знатан број добротвора. У свом раду Олга је имала велику подршку свог супруга, који је такође био члан Кола. Његовим залагањем помоћ је стизала и од Министарства за социјалну политику и народно здравље, као и од појединаца. Он се залагао да помоћ добију сва три Одбора Кола у Боки, како онај у Херцег Новом, тако и Одбори у Котору и Рисну. Донације Колу су, осим самих чланова, давале и породице чланица, па тако и породице Комненовић и Ивановић.
Забележено је да је Олга била у одбору за дочек на железничкој станици, када је 17. априла 1934. године краљевска породица посетила Херцег Нови. Краљевска породица је у Херцег Новом боравила више од два месеца и Олга је 8. јуна примљена у ауденцију код краљице Марије.
За свој пожртвовани рад и допринос одликована је 1930. године Орденом Светог Саве IV степена.

### Коло српских сестара у Херцег Новом
Суштина рада одбора Кола српских сестара је била добротворни рад жена из цењених грађанских породица. Одбор Кола српских сестара у Херцег Новом основан је 11. новембра 1923. године, двадесет година после оснивања првог одбора Кола српских сестара, 1903. године у Београду. Био је то први Одбор Кола основан у Боки которској. Годину дана касније основан је Одбор у Котору, а 1935. и у Рисну. На подручју Боке у то време није било већег броја удружења, штампе и читаоница у којима су се ангажовале жене. Стање после Првог светског рата на територији Боке Которске захтевало је оснивање једног друштва које би помагало санирању ратних последица. Суочене са сиромаштвом, жене су основале Коло српских сестара по узору на многа удружења у земљи, с циљем да кроз хуманитарни рад пруже помоћ сиромашној деци и старијим суграђанима свих вероисповести и националности.
Од почетка деловања Коло српских сестара у Херцег Новом је имало неколико програма:
- Хумантирани програм, који је подразумевао расподелу средстава за одећу за децу, новчану помоћ за сиромашне, ђачку кухињу, лечење и слично;
- Образовни програм је обухватао оснивање и организацију рада Женске занатске школе, школовање девојака које су настављале образовање ван места рођења, јавна предавања на разне теме и са разноврсним предавачицама;
- Културни програм за подстицај развоја културе - организовање позоришних представа, предавања, концерата и светковина;
- Пољопривредни програм развоја, који је обухватао образовање, расподелу садница воћа и поврћа које успева у Боки, као и отварање расадника у којима су се узгајале саднице које су сестре касније делиле.

Посебан допринос Кола у Херцег Новом и Котору представља образовање девојака различитог социјалног стања и вере. Коло је основало петогодишње женске занатске школе у Котору и Херцег Новом. Ове школе су представљале важан фактор за опште образовање девојака, како на стручном тако и на општеобразовном нивоу. Циљ оснивања Женске занатске школе био је „да уклањја младе дјевојке са улице, помаже их материјално откупљивањем радова и буди им националну свијест пропагирањем народног веза”.
Рад Кола српских сестара у Херцег Новом престаје 1941. године, по избијању Другог светског рата.

## Задужбина
Мирко Коменовић умро је 1941. године, пред сам почетак Другог светског рата. Тестаментом је, у своје и Олгино име, оставио граду Херцег Новом. кућу и земљиште око куће као задужбину, Посебне жеље у тестаменту биле су да се на кући постави спомен плоча са ћириличним натписом „МИРКО И ОЛГА КОМНЕНОВИЋ - НАРОДУ”, да од прихода тог музеја задужбинска управа даје „припомоћи херцегновској сирочади без разлике вјере” и да „српски барјак, који се налази у реченој мојој стоној кући у њој свакако и остане на вјечита времена и то као и до сада на видном мјесту”. Олга је била незадовољна што на згради Музеја дуго времена није постављена плоча са натписом о поклону зграде од стране њеног супруга и ње и због тога је упорно инсистирала на томе, све док најзад није успела.
Влада Црне Горе је по завршетку рата, 1949. године, донела уредбу да се у тој кући оснује Музеј града Херцег Новог. Музеј је свечано отворен 1953. године. Касније мења име у Завичајни музеј Херцег Нови. У саставу Завичајног музеја налази се и врт формиран у парковском стилу, ботаничка збирка са више од 100 одабраних врста медитеранских и суптропских биљних врста, које су доносили Мирко и Олга Комненовић, као и бројни поморци.